# Bob Martin (Saxophonist)
Bob Martin (* 1948 in Atlantic City (New Jersey); † 1. Juni 2023) war ein US-amerikanischer Jazzmusiker (Altsaxophon).

## Leben und Wirken
Martin begann während seiner Schulzeit Altsaxophon zu spielen und hatte Unterricht bei Gene Quill, einem Freund seines Vaters. Nach seinem Abschluss besuchte er zwischen 1966 und 1968 das Berklee College of Music in Boston. Während seines Aufenthalts in Boston studierte er bei Jimmy Mosher und Joe Viola. Frühe Vorbilder waren Charlie Parker, Sonny Stitt, Jackie McLean, Cannonball Adderley, Phil Woods und Gene Quill. 1970 trat er der Buddy Rich Big Band bei und blieb bis 1972, um 1975/76 erneut bei Buddy Rich zu spielen und aufzunehmen (The Roar of 74!). Des Weiteren arbeitete er auch mit Bands unter der Leitung von Al Porcino und Bill Hardman. 1976 trat er dem Bob Young Orchestra in Atlantic City bei und blieb bis 1992.
Während seiner Zeit bei Young trat Martin in diesem Orchester mit Stars wie Sarah Vaughan, Billy Eckstine, Tony Bennett, Frank Sinatra, Mel Tormé und Sammy Davis Junior, Natalie Cole, Aretha Franklin und Gladys Knight auf. Daneben spielte er Jazz im Ortlieb House of Jazz in Philadelphia, u. a. mit dem Shirley Scott Trio oder im Zanzibar Blue mit seinem Bruder, dem Schlagzeuger Doug Martin. 1997 zog er mit seiner Frau Yvonne nach London, wo er bis 2012 lebte. Dort spielte er mit dem G.S. Wellard Sextet, Colin Steele, Matt Fishwick, Tina May, Jim Richardson und Frank Griffith. Außerdem trat er in Italien mit Dado Moroni, im Ronnie Scott’s Jazz Club mit Tardo Hammer, ferner mit Musikern wie Trevor Tomkins und Steve Fishwick auf. Im Bereich des Jazz war er laut Tom Lord zwischen 1973 und 2012 an zehn Aufnahmesessions beteiligt.
Jamie O’Donnell lobte in seinem Nachruf Martins „authentisches Spiel, verbunden mit einem erstaunlichen Zeitgefühl und einem unglaublich fließenden Bebop-Vokabular, das in der Tradition all seiner Einflüsse verwurzelt“ sei.
Bob Martin ist nicht mit dem gleichnamigen Altsaxophonisten zu verwechseln, der in den 1950er-Jahren in Brüssel bei Steve Kirk and His Orchestra, im Willy Rockin Orchestra und mit Jean Omer spielte.

## Diskographische Hinweise
- Martin/Mannix/Burrell/Berry: Biorhythm  (Actone, 2007), mit Alan Berry, Val Mannix, Don Burrell